# Ian Cundy
Ian Patrick Martyn Cundy (* 23. April 1945 in Sturminster Newton, Dorset; † 7. Mai 2009) war ein anglikanischer Geistlicher. Von 1996 bis 2009 war er Bischof der Diözese Peterborough in der Church of England.
Cundy besuchte das Trinity College in Cambridge, wo er Mathematik und Theologie studierte, sowie das Tyndale Hall Theological College. 1970 wurde er zum Priester geweiht und war in verschiedenen Pfarrgemeinden tätig. 1992 erhielt Cundy seine Bischofsweihe und wurde Suffraganbischof (area bishop) in der Diözese Chichester mit dem Titel „Bischof von Lewes“. 1996 erfolgte seine Ernennung zum Bischof von Peterborough. Als solcher wurde er im März 2001 geistlicher Lord im House of Lords.
Cundy, der an einem Pleuramesotheliom litt, hatte seinen Rücktritt von seinen Ämtern für Juli 2009 angekündigt. Er starb überraschend am 7. Mai d. J. auf dem Weg von Cambridgeshire nach West Country zu einer Familienfeier.
Cundy war verheiratet und hatte drei Kinder, zwei Söhne und eine Tochter.